# Danielle Bradbery (álbum)
Danielle Bradbery es el epónimo álbum debut de la cantante de música country y la ganadora de la cuarta temporada de The Voice Danielle Bradbery, lanzado el 25 de noviembre de 2013.

## Antecedentes y grabación
En marzo de 2013, de dieciséis años de edad, Danielle Bradbery audicionó para la cuarta temporada del concurso de canto La Voz de América, la realización de «Mean» de Taylor Swift. Adam Levine, Blake Shelton y Usher todo se dio la vuelta, y Bradbery optado por unirse 'Team Blake'. A lo largo de la competición, Bradbery fue el primero en enviar una sola para el top 10 en iTunes, tuvo el mayor número de singles (cinco) alcanzar ese posición, y tuvo el mayor número de descargas de iTunes de cualquier competidor en la historia de la competición. El 18 de junio de 2013, Bradbery fue coronado como el ganador de The Voice, y al día siguiente firmó con Big Machine Records.

## Promoción
El 14 de septiembre de 2013, Bradbery realiza en el escenario WGTY Great Country Radio en York Fair, donde cantó su primer sencillo «The Heart of Dixie», así como otras cuatro nuevas canciones del álbum.
El primer sencillo del álbum, «The Heart of Dixie», fue enviado a la radio country el 8 de julio de 2013 y fue puesto en libertad a los minoristas digitales (a través de Universal Republic Nashville) 16 de julio de 2013. Se solicitó oficialmente a la radio el 22 de julio. Hasta el momento, la canción ha alcanzado su posición en el top 20 en la lista Hot Country y el top 30 en la lista Country Airplay. «I Will Never Forget You» también fue lanzado como descarga digital antes del lanzamiento del álbum. Se ha trazado en el número 49 en la lista de Country Digital Songs.
Bradbery reveló detalles sobre su próximo álbum el 1 de octubre a través de un chat de Facebook en vivo, incluyendo el título del álbum, imagen de la portada, y la fecha de lanzamiento. El 22 de octubre, Bradbery lanzó la hora oficial una lista de canciones por hora a través de Twitter.

## Lista de canciones
Todas las pistas producidas por Dann Huff, excepto «The Heart of Dixie», producido por Brett James.

| N.º | Título                      | Escritor(es)                                          | Duración |  |
| 1.  | «Young In America»          | Whitney Duncan, Jaren Johnston, Kylie Sackley         | 3:43     |  |
| 2.  | «Wild Boy»                  | Chris Lindsey, Aimee Mayo, Caitlyn Smith, Troy Verges | 3:41     |  |
| 3.  | «The Heart of Dixie»        | Smith, Brett James, Verges                            | 3:30     |  |
| 4.  | «I Will Never Forget You»   | Katrina Elam, Josh Kear, Chris Tompkins               | 3:46     |  |
| 5.  | «Endless Summer»            | Sarah Buxton, Jedd Hughes, busbee                     | 3:27     |  |
| 6.  | «Talk About Love»           | Brent Anderson, Jeremy Johnson                        | 3:47     |  |
| 7.  | «Never Like This»           | Smith, Steve McEwan, Gordie Sampson                   | 3:29     |  |
| 8.  | «Daughter of a Workin' Man» | Dave Barnes, Nicolle Galyon, Clint Lagerberg          | 3:37     |  |
| 9.  | «Dance Hall»                | April Cushman, Galyon, Molly Reed                     | 3:26     |  |
| 10. | «Yellin' From the Rooftop»  | Buxton, busbee                                        | 3:35     |  |
| 11. | «My Day»                    | Ross Copperman, Tom Shapiro, Mallary Hope             | 4:01     |  |

'Danielle Bradbery' – Deluxe edition (bonus tracks)

| N.º | Título                  | Escritor(es)                             | Duración |  |
| 12. | «Jesus, Take the Wheel» | James, Sampson, Hillary Lindsey          | 3:23     |  |
| 13. | «Born to Fly»           | Sara Evans, Marcus Hummon, Darrell Scott | 3:14     |  |
| 14. | «Maybe It Was Memphis»  | Michael Anderson                         | 3:07     |  |
| 15. | «Who I Am»              | James, Verges                            | 3:26     |  |

## Rendimiento en las listas
Auto titulado álbum debut de Danielle Bradbery debutó en el puesto número 5 en la lista de Estados Unidos top country albums chart, con ventas de primera semana 41,000 copias. En febrero de 2014, el álbum ha vendido 118,000 copias.
| Listas (2013)                                 | Mejor posición |
| --------------------------------------------- | -------------- |
| Estados Unidos Billboard 200                  | 19             |
| Estados Unidos Top Country Albums (Billboard) | 5              |